# كاتيا لي
إيكاترينا لي (الروسية: Екатерина Валерьевна Ли) هي مغنية وكاتبة أغاني ومصممة أزياء روسية، وتُعرف باسم «كاتيا لي» (كاتيا لي) أو «كاتيا».